# Diecezja Asansol
Diecezja Asansol (łac. Diœcesis Asansolensis) – diecezja rzymskokatolicka w Indiach, z siedzibą w Asansol. Została utworzona w 1997 z terenu archidiecezji kalkuckiej i przydzielona do tamtejszej metropolii.

## Główne świątynie
- Katedra: Katedra Najświętszego Serca Pana Jezusa w Asansol

## Biskupi diecezjalni
- Cyprian Monis (1997–2020)
- Elias Frank (2023–2025)